# به من گوش کن مارلون
به من گوش کن مارلون یک فیلم مستند محصول ۲۰۱۵ به نویسندگی، کارگردانی و تدوینگری استیون رایلی است که دربارهٔ ستاره سینما مارلون براندو است.
روزنامه هفتگی The Village Voice آنرا یک شاهکار می‌نامد و دیوید ادلستین آنرا به عنوان بزرگترین و محبوبترین مستندی از یک بازیگر که تا به حال تهیه شده است، فهرست کرده است.
ونتی فر این فیلم را قانع کننده‌ترین مستند دربارهٔ مارلون براندو در نظر گرفته که به طور کامل از نوارهای صوتی خصوصی که در خانه، جلسات تجاری، جلسات هیپنوتیزم، دوران درمان و در طول مصاحبه‌های مطبوعاتی که بازیگر آنها را ضبط کرده است گردآوری شده است
در ژوئیه ۲۰۱۵ این فیلم به صورت نمایشی در ایالات متحده منتشر شد: در بیش از ۱۴۰ محل در طی ۱۰ هفته اکران شد. فیلم اخیراً نامزد جایزه گوتهام شده است.
- نامزد شده - بهترین مستند بفتا
- نامزد شده - بهترین مستند دایره منتقدان فونیکس